# Hieracium merxmuelleri
Hieracium merxmuelleri là một loài thực vật có hoa trong họ Cúc. Loài này được de Retz mô tả khoa học đầu tiên năm 1980.